# Isa Quensel

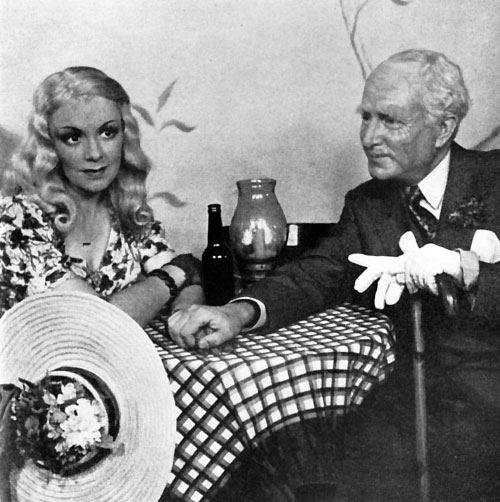
Isa Quensel som Franzi och Georg Funkquist som Johann Brunner i tredje akten av operetten Tre valser 1942.

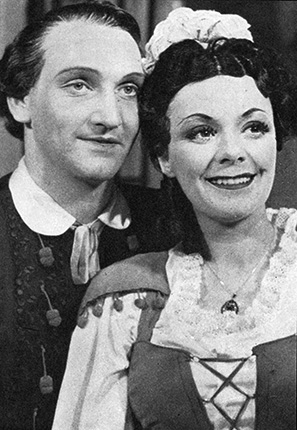
Bernhard Sönnerstedt och Isa Quensel i Figaros bröllop på Stora Teatern, Göteborg 1945.

Isa Quensel, senast folkbokförd Anna-Lisa Thurin, född Schultz den 21 september 1905 i Göteborg, död 3 november 1981 i Lund (skriven i Solna), var en svensk opera- och operettsångare (sopran), skådespelare och regissör.

## Biografi
Quensel var dotter till köpmannen Robert Ferdinand Schultz och hans hustru Anna (Annie) Mathilda Philip. Hon gick på Nya Elementarläroverket för flickor i Göteborg mellan 1913 och 1924. Hon fick en grundlig skådespelarutbildning och studerade bland annat sång och musik för Bernardi i Paris åren 1926–1928, och åren därefter dramatisk gestaltning för skådespelaren Naima Wifstrand i Stockholm.
Hon uppträdde tidigt på den stora teaterscenen, redan år 1925 på Blancheteatern i Stockholm vid 20 års ålder. Dock skedde hennes egentliga scendebut år 1929 i pjäsen Rose-Marie på Vasateatern i Stockholm. Hon kom sedan under åren att uppträda på de flesta privatteatrar i Stockholm och i Göteborg, samt på Kungliga Operan och Göteborgs Stadsteater. På 1960-talet tillhörde hon TV-teatern och medverkade bland annat i Tartuffe av Jean-Baptiste Molière, Den inbillade sjuke (av densamme), Sällskapslek, dramat Pojken Winslow (där hon spelade mamma Grace Winslow) och i Noel Cowards Markisinnan (där hon spelade titelrollen). Hon var Friherrinnan i tv-serien Drottningens juvelsmycke från 1967 och Fru Åvik i Birger Sjöbergs Kvartetten som sprängdes från 1962.
Isa Quensel var också en erkänd operasångare (sopran) som under hela sin karriär varvade såväl komiska som dramatiska talroller på teater och film med musikal och opera. Under flera års tid tillhörde hon Kungliga Operans fasta ensemble där hon sjöng huvudroller i bland annat operorna Carmen, Così fan tutte, Figaros bröllop och Barberaren i Sevilla samt operetten Csardasfurstinnan. På 1960- och 70-talet var hon även lärare i sång och scenisk framställning för blivande sångare/sångerskor på Musikhögskolan i Stockholm.
På film har Isa Quensel gjort ett antal biroller, som mörka kvinnor med något mystiskt förflutet, men 1936 gjorde hon huvudrollen i Raggen - det är jag det. Under 1960-talet tillhörde hon TV-teatern och framträdde i ett antal betydande roller. Hon medverkade i ett 60-tal filmer och TV-produktioner. Ofta repriserad är sketchen "Tvättomaten" från 1970, där hon agerar tillsammans med Jan Malmsjö och Monica Nielsen.
Hon gjorde också den svenska rösten till "Krösa-Maja" i filmerna om Emil i Lönneberga, där den tyska skådespelaren Carsta Löck spelade rollen i den svensk-tyska samproduktionen. Isa Quensel gjorde även rösten till Faster Tilda i de tecknade filmerna om Agaton Sax.
Mot slutet av sitt liv ägnade hon en stor del av sin tid till att göra nyöversättningar och textrevideringar av flera kända operetter.
Hösten 1981 skulle hon med Lars Humble vara genomgående artist i Sveriges Televisions Kvitt eller dubbelt, men Quensel insjuknade strax före sändningen och avled. Hon jordfästes i Engelbrektskyrkan i Stockholm och är gravsatt på Stora Tuna kyrkogård.
Hon var gift 1927–1929 med affärsmannen Helge Bäckström (1901–1966), 1930–1933 med redaktören Torsten Quensel, 1940–1965 med teaterchefen Lars Egge och från 1971 med konstnären Ulf Thurin. Från tredje äktenskapet finns dottern Lotta Rosenström (ursprungligen Ingrid Egge) och sonen skådespelaren Peter Egge.

## Filmografi  i urval
- 1931 – Kärlek måste vi ha
- 1932 – Kärleksexpressen
- 1932 – Rolfexpressen
- 1932 – Muntra musikanter
- 1933 – Kärlek och dynamit
- 1933 – Pettersson & Bendel
- 1933 – Hemslavinnor
- 1934 – Falska Greta
- 1934 – Äventyr på hotell
- 1936 – Min svärmor - dansösen
- 1936 – Raggen – det är jag det
- 1936 – Flickorna på Uppåkra
- 1937 – En flicka kommer till sta'n
- 1937 – Lyckliga Vestköping
- 1939 – Efterlyst
- 1953 – Marianne
- 1953 – Göingehövdingen
- 1955 – Enhörningen
- 1956 – Moln över Hellesta
- 1957 – Gårdarna runt sjön
- 1957 – Gäst i eget hus
- 1958 – Lek på regnbågen
- 1958 – Damen i svart
- 1958 – Laila
- 1958 – Kostervalsen
- 1958 – Körkarlen
- 1961 – Änglar, finns dom?
- 1961 – Pärlemor
- 1961 – Två levande och en död
- 1963 – Sällskapslek
- 1963 – Svärdet i stenen (röst som Madame Mim)
- 1964 – Att älska
- 1964 – Bröllopsbesvär
- 1965 – Kattorna
- 1966 – Yngsjömordet
- 1971 – Emil i Lönneberga (röst i dubbning)
- 1972 – Nya hyss av Emil i Lönneberga (röst i dubbning)
- 1973 – Emil och griseknoen (röst i dubbning)
- 1976 – Agaton Sax och Byköpings gästabud (röst)

## TV
- 1959 – Den inbillade sjuke
- 1959 – Åke och hans värld
- 1962 – Kvartetten som sprängdes (TV-teater)
- 1965 – En historia till fredag (TV-serie)
- 1966 – Tartuffe (TV-teater)
- 1966 – Mästerdetektiven Blomkvist på nya äventyr (TV-teater)
- 1967 – Drottningens juvelsmycke (TV-teater)
- 1977 – Lära för livet (TV-serie)
- 1977 – Ärliga blå ögon (TV-serie)
- 1979 – Skeppsredaren (TV-serie)
- 1982 – Barnet (TV-serie)

## Teater

### Roller (ej komplett)
| År   | Roll                   | Produktion                                                                                                | Regi                    | Teater                 |
| ---- | ---------------------- | --- | ----------------------- | ---------------------- |
| 1933 |                        | Luftexpressen Alexander Lestyan och János Vaszary                                                         |                         | Folkan                 |
| 1933 | Rachel                 | Sverige är räddat Erik Lindorm                                                                            |                         | Folkteatern            |
| 1935 | Annette                | En förtjusande fröken Ralph Benatzky                                                                      | Gösta Ekman             | Vasateatern            |
| 1939 | Valencienne            | Glada änkan Franz Lehár                                                                                   | Ragnar Hyltén-Cavallius | Kungliga Operan        |
| 1939 | Amelia                 | Amelia går på bal Gian Carlo Menotti                                                                      | Ragnar Hyltén-Cavallius | Kungliga Operan        |
| 1942 |                        | Blåjackor Lajos Lajtai, André Barde och Lauri Wylie                                                       | Leif Amble-Naess        | Stora Teatern          |
| 1943 | Fanni Charlotte Franzi | Tre valser Oscar Straus, Paul Knepler och Armin Robinson                                                  | Leif Amble-Naess        | Oscarsteatern          |
| 1953 |                        | Lantlollan William Wycherley                                                                              | Sam Besekow             | Alléteatern            |
| 1954 | Cora, Lecoqs hustru    | Lilla kommissarien Marcel Achard                                                                          | Åke Falck               | Alléteatern            |
| 1955 | Madame de Sotenville   | I afton kl. 8: George Dandin (George Dandin ou le Mari confondu) Molière                                  | Sam Besekow             | Alléteatern            |
| 1955 | Emily Valance          | I afton kl. 8: Familjealbumet (Family Album) Noël Coward                                                  | Sam Besekow             | Alléteatern            |
| 1956 | Edith Frank            | Anne Franks dagbok Frances Goodrich och Albert Hackett                                                    | Olof Molander           | Intiman                |
| 1957 | Furstinnan Stephanie   | Ninotchka Marc-Gilbert Sauvajon                                                                           | Sven Lindberg           | Intiman                |
| 1958 |                        | Arsenik och gamla spetsar Joseph Kesselring                                                               | Olof Thunberg           | Intiman                |
| 1960 | Kate Keller            | Miraklet William Gibson                                                                                   | Per Gerhard             | Vasateatern            |
| 1961 | Laura Hammond          | Det är aldrig för sent Felicity Douglas                                                                   | Åke Falck               | Intiman                |
| 1962 | Madame Rosepettle      | Pappa, pappa, stackars pappa, mamma har hängt dig i garderoben och jag känner mig så nere Arthur L. Kopit | Hans Lagerkvist         | Idéonteatern           |
| 1968 | Golde                  | Spelman på taket Joseph Stein, Jerry Bock och Sheldon Harnick                                             | Leon Feder              | Stora Teatern          |
| 1969 | Golde, hustrun         | Spelman på taket Sheldon Harnick, Joseph Stein och Jerry Bock                                             | Henny Mürer             | Stockholms stadsteater |
| 1970 | Anhilte                | Csardasfurstinnan Emmerich Kálmán, Leo Stein och Béla Jenbach                                             | även regi               | Oscarsteatern          |
| 1973 | Frosine                | Den girige Molière                                                                                        | Bertil Lundén           | Riksteatern            |

### Regi (ej komplett)
| År   | Produktion                   | Upphovsmän                                                               | Teater        |
| ---- | ---------------------------- | ------------------------------------------------------------------------ | ------------- |
| 1955 | I afton kl. 8 Ödets man      | George Bernard Shaw                                                      | Alléteatern   |
| 1970 | Csardasfurstinnan            | Emmerich Kálmán, Leo Stein och Béla Jenbach                              | Oscarsteatern |
| 1971 | Upp i smöret Band Wagon      | Terence Frisby                                                           | Intiman       |
| 1971 | Gröna hissen Fair and Warmer | Avery Hopwood Översättning och bearbetning Björn Barlach och Isa Quensel | Maximteatern  |
| 1974 | Glada änkan                  | Franz Lehár, Victor Léon och Leo Stein                                   | Oscarsteatern |
| 1975 | No, No, Nanette              | Vincent Youmans, Otto Harbach, Frank Mandel och Irving Caesar            | Oscarsteatern |